# Selimus venustus
Selimus venustus  (лат.) — вид пауков-скакунов из подсемейства Dendryphantinae, выделяемый в монотипный род Selimus. Распространены в Бразилии. Длина тела взрослых пауков — около 8,5 мм. Окраска тёмно-коричневая, на спинной стороне брюшка — с металлическим отливом. На боках головогруди и брюшка две белые полосы, доходящие почти до паутинных бородавок. Первая пара ног толще остальных

## Таксономия
По мнению американского арахнолога Уэйна Мэдисона, к этому роду также может относиться другой бразильский вид пауков-скакунов — Metaphidippus perfectus. В 2006 году финский арахнолог Микаэль Сааристо использовал название Selimus при выделении в собственный род пауков Anelosimus placens (семейство пауков-тенетников), однако в связи с тем, что оно уже преоккупировано пауками-скакунами, в дальнейшем этот род пауков-тенетников должен быть переименован.